# リベリアの鉄道
リベリアの鉄道では、リベリアにおける鉄道について記す。

## 概要
鉄道路線として、モンロビアを起点とする2路線とブキャナンを起点とする1路線からなる。主に鉄鉱石の貨物輸送に使用されている。3路線で全長約480km。軌間はマノ川鉄道（Mano River Railway）で狭軌1,067 mm、ボン鉱山鉄道（Bong mine railway）とラムコ鉄道（Lamco Railway）で標準軌1,435 mmを採用している。

## 事業者
- ボン鉱山会社（Bong Mining Co）
- アルセロール・ミッタル・リベリア[1]：旧LAMCO鉱山運営を引き継いでいる

## 隣接国との鉄道接続状況
- シエラレオネ - 接続なし
- ギニア - 接続なし（計画あり。）
- コートジボワール - 接続なし